# Mitch Stockentree
Mitch Stockentree (Enschede, 21 januari 1991) is een Nederlands voormalig voetballer die als rechtsback speelde.

## Carrière
Stockentree begon met voetballen in de jeugd van UDI Enschede uit zijn geboorteplaats. Nadat hij overgestapt was naar de Enschedese Boys werd hij gescout door FC Twente, alwaar hij vanaf 2002 in de jeugd ging voetballen. In 2009 maakte hij de overstap naar Jong FC Twente, waar hij van rechtsbuiten omgeturnd werd in een rechtsback. Aan het eind van dat jaar tekende hij een opleidingscontract bij de club.
Aan de start van seizoen 2010/11 haalde Preud'homme Stockentree bij de wedstrijdselectie voor het duel om de Johan Cruijff Schaal. Het duel werd in de Amsterdam ArenA van Ajax gewonnen. Stockentree kwam echter niet in actie. In het uitduel tegen Werder Bremen in de UEFA Champions League kwam hij wel in actie en maakte hij met een invalbeurt in blessuretijd zijn debuut in het eerste elftal. Na nog een wedstrijd in de KNVB beker te hebben gespeeld, kwam hij niet meer in actie voor het eerste elftal van FC Twente.
In seizoen 2011/12 speelde hij in het beloftenteam dat landskampioen werd onder leiding van Patrick Kluivert. Zijn aflopende contract werd door FC Twente aan het einde van het seizoen niet verlengd.
In 2012 tekende hij een tweejarig contract bij FC Oss. Dat contract werd aan het einde van seizoen 2012/13 verbroken. In het seizoen 2013/14 speelt hij in de Duitse Landesliga Niedersachsen voor SV Eintracht Nordhorn en daarna anderhalf seizoen in de Bezirksliga.
Halverwege het seizoen van 2015/2016 maakte Stockentree de overstap naar Excelsior '31 in Rijssen. Daar speelde Stockentree anderhalf jaar in de Hoofdklasse en zette daarna een punt achter zijn carrière. Hij werd ondernemer in de motorenbranche.

## Erelijst
- Otten Cup: 2008
- Johan Cruijff Schaal: 2010
- KNVB beker: 2011
- Landskampioen beloften Nederland: 2012

## Statistieken
| Seizoen         | Club            |                    | Competitie      | Competitie | Competitie | Beker | Beker | Internationaal | Internationaal | Overig | Overig | Totaal | Totaal |
| Seizoen         | Club            | Wed.               | Competitie      | Dlp.       | Wed.       | Dlp.  | Wed.  | Dlp.           | Wed.           | Dlp.   | Wed.   | Dlp.   |        |
| --------------- | --------------- | ------------------ | --------------- | ---------- | ---------- | ----- | ----- | -------------- | -------------- | ------ | ------ | ------ | ------ |
| 2010/11         | FC Twente       | Vlag van Nederland | Eredivisie      | 0          | 0          | 1     | 0     | 1              | 0              | 0      | 0      | 2      | 0      |
| 2011/12         | FC Twente       | Vlag van Nederland | Eredivisie      | 0          | 0          | 0     | 0     | 0              | 0              | 0      | 0      | 0      | 0      |
| Club totaal     | Club totaal     | Club totaal        | Club totaal     | 0          | 0          | 1     | 0     | 1              | 0              | 0      | 0      | 2      | 0      |
| 2012/13         | FC Oss          | Vlag van Nederland | Eerste divisie  | 8          | 0          | 0     | 0     | —              | —              | —      | —      | 8      | 0      |
| Club totaal     | Club totaal     | Club totaal        | Club totaal     | 8          | 0          | 0     | 0     | 0              | 0              | 0      | 0      | 8      | 0      |
| Carrière totaal | Carrière totaal | Carrière totaal    | Carrière totaal | 8          | 0          | 1     | 0     | 1              | 0              | 0      | 0      | 10     | 0      |

Laatste update: 5 augustus 2013